# Lancôme

Lancôme är ett internationellt kosmetikaföretag, grundat 1935.
Lancôme tillverkar exklusiv kosmetik och parfymer. Kända parfymer är Hypnôse och Conquete.